# بيت شريف (كشر)

تعديل مصدري - تعديل

بيت شريف هي إحدى قرى عزلة انهم الشرق بمديرية كشر التابعة لمحافظة حجة، بلغ تعداد سكانها 232 نسمة حسب تعداد اليمن لعام 2004.